# コロニアル・ローラ
コロニアル・ローラ(別称：ブラックバード)は、米国のSFテレビドラマ『GALACTICA/ギャラクティカ』(パイロット版別題『バトルスター ギャラクティカ サイロンの攻撃』)に登場する人類側が運用する架空の試作ステルス機。高度なステルス性を持ち、主に偵察任務に用いられた。チロル他ギャラクティカクルーが自作したワンメイク機である。

## 概要
元々は損耗の激しいバイパーマークⅡの補充のため、宇宙空母ギャラクティカのチロル整備チーフが標準的なバイパー機を自作しようと製作に着手したものだったが、その後他の者に完成するはずがないと揶揄されながらも地道に作業を進めるチロルに触発されたその他の整備兵や士官たち、タイ副長までが様々な段階で作業に関与するなかで、バイパーとはまったく別物のステルス機として完成された。
外観はバイパーとは異なり、バイパーにある垂直尾翼がなく3基のエンジンポッドも廃され、その分左右主翼の厚みが増して主翼内部に小型のエンジン4基が配置された。また、ステルス構造の特徴として機体全体が多面体構造となり、曲線を多用するバイパーとは印象が逆となった。そして機体色は宇宙空間に溶け込むよう黒に設定された。コックピット内のレイアウトはバイパーマークⅡと同じようである。
そして、任務の特殊性から、コロニアル・ラプター装備の簡易FTLドライブを搭載しており、短距離FTLジャンプが可能となっている。機体スペースの関係上通常は非武装であるが、ローラの最後のミッションとなったサイロン再生船攻撃作戦の際、ミサイルランチャーを装備された。
最大の特徴であるステルス性能であるが、これはカール・アガソンの提案による装甲への炭素系素材使用と、タイ副長により民間の宇宙船から取り寄せられた、熱放射が極端に少ない旧式のDD-62エンジン(このエンジンは、その後宇宙空母ペガサスの整備チーフ レアードが設計したものと判明する)、そしてカーラ・スレイスの機体デザインについてのアドバイスにより実現されたもので、サイロンのドラディスに全く反応しない能力を持っている。
このように外観・能力は異なるが、サイズはバイパーとほぼ同じであり、発進チューブを利用して射出することができる。
これらの特徴をバイパーサイズに封入された機体は、アナスタシア・デゥアラにより通信・探査設備が施され、キャリー、ジャマー、シーリックス、アンソニー4名の整備兵の協力により在り合わせの機材を寄せ集めて完成された。機体にはロズリンコロニアル大統領のファーストネーム「ローラ」を冠され、テストパイロットにはカーラ・スレイスが選ばれた。
その後、ペガサスとの遭遇による混乱の中、カーラ・スレイスによりテストを兼ねてサイロン再生船偵察任務のため密かにギャラクティカを発進した。ステルス性能を生かしてサイロンのドラディスを欺き、再生船内部に侵入、数々のデータを収集し、紆余曲折により一触即発状態にあった両空母航空隊のど真ん中に帰還した。
再生船攻撃の際にも、そのステルス能力を買われて武装を施され、再生船のFTLドライブ破壊の任務を負う。リー・アダマの操縦によりサイロンに気づかれることなく再生船内部に侵入したローラはFTLドライブを破壊するが、脱出の際に味方のラプターと接触。リーは脱出するが、ローラは完全に破壊され失われた。